# École nationale supérieure du pétrole et des moteurs
Die École nationale supérieure du pétrole et des moteurs (ENSPM oder IFP School) ist eine französische Ingenieurschule in Rueil-Malmaison, auf dem Campus der IFP Énergies nouvelles.
Sie ist Mitglied der Conférence des grandes écoles. Die Schule bietet Master- und Doktorandenkurse für junge Ingenieure sowie Fachkräfte aus den Bereichen Energie und Verkehr an.
Die Schule bildet Ingenieure in 4 Bereichen aus:
- Motoren und nachhaltige Mobilität
- Energieeinsparung und Energiemanagement
- Energieprozesse und chemische Prozesse
- Georesources und Energie.

## Diplomstudiengänge der IFP School
- Master Ingénieur IFP School
- Master of Science
- Graduiertenkolleg: PhD Doctorate
- Mastère spécialisé
- Massive Open Online Course

## Bekannte Absolventen (Auswahl)
- Robert Galley (1921–2012), französischer gaullistischer Politiker
- André Giraud (1925–1997), Politiker, Verwaltungsbeamter und Manager
- Jacques Mathivat (1932–2012), französischer Bauingenieur und Brückenbauer
- Olivier Bouygues (* 1950), französischer Unternehmer
- Philippe Klein (* 1957), französischer Ingenieur und Manager
- Macky Sall (* 1961), Präsident Senegals